# Марк Фонтей
Марк Фонтей (на латински: Marcus Fonteius) е политик на Римската република през 1 век пр.н.е.
Син е на легат Гай Фонтей и брат на Фонтея.
Според Цицерон Марк Фонтей е триумвир и организира една колония, квестор (86 – 83 пр.н.е.), легат и проквестор в Далечна Испания (83 пр.н.е.), и се бие в Македония против тракийските племена. През 76 пр.н.е. той е претор и управител на Нарбонска Галия (76 – 73 пр.н.е.) и през 75 пр.н.е. участва с Метел Пий и Гней Помпей във войната против Квинт Серторий в Испания. През 73 пр.н.е. той се връща в Рим. През 69 пр.н.е. той се бие против Алоброгите и ги присъединява с Марк Плеторий и Марк Фабий към Римската република. Той е съден заради въведените такси в Нарбона и е защитаван пред съда от едил Цицерон през 69 пр.н.е. с речта Pro M. Fonteio („За Марк Фонтей“).